# 보바이의 난
보바이의 난(哱拜之亂) 또는 영하의 역(寧夏之役)은 명나라 만력제 재위 20년(1592년) 영하(오늘날의 닝샤 후이족 자치구)에서 몽골인 보바이가 일으킨 반란이다. 만력제 때 일어난 세 차례의 큰 전쟁인 만력삼대정 중 가장 먼저 발발했다.

보바이(哱拜)는 원래 몽골족 사람으로 가정 연간(1522-1566)에 명나라에 항복하였으며, 이후에 공을 쌓아 도지휘(都指揮)에 올랐다. 만력 연간에 유격장군(遊擊將軍)에 올랐으며 영하 지역을 관장하였다.
만력 19년 몽골족이 침입하자 보바이는 스스로 3천명을 이끌고 구원을 하겠다고 청하였다. 금성(金城)에 도착하여 몽골족의 침입을 수습하고 병력을 흡수하여 세력이 커지자 독립할 마음을 품게 되었다. 순무 당형(黨馨)이 이를 알고 제지하였지만 만력 20년 2월 18일 반란을 일으켰다.
보바이는 당형 등을 죽이고 총병관 장유충(張惟忠)을 협박하여 당형이 “식량을 착복하여 난을 일으켰다”고 상주하게 한 다음 다시 장유충을 자살하게 만들었다. 군대를 보내 중위(中衛), 광무(廣武), 옥천영(玉泉營), 영주(靈州) 등을 점령하였으며, 몽골족의 족장들을 회유하여 협력을 받아내려고 하였다.
3월 4일, 부총병 이후(李昫)가 반란을 진압하려고 하였으나 보바이는 몽골족의 지원을 믿고 저항을 계속하였다. 명나라가 마귀(麻貴)를 보내 몽골족을 공격하고 지원을 차단하였다. 4월 다시 이여송(李如松)을 영하총병(寧夏總兵)으로 삼고 진압작전을 총괄하게 하였다. 7월, 마귀 등이 몽골족의 근거지를 불태웠으며 섭몽웅(葉夢熊)의 통솔 아래에 영하성을 포위한 다음 수로를 터뜨려 성을 물에 잠기게 했다.
보바이 등은 외부로부터의 지원이 끊기고 성안이 잠기고 식량이 끊기자 서로 죽이고 배신하여 투항하려 하였다. 이여송이 성문을 돌파하고 보바이의 저택을 포위하자 보바이는 자살하고 그의 아들 등은 포로로 잡혔다. 이로써 보바이의 난은 완전히 종식되었다.